# Torneio de Roland Garros de 2019
O Torneio de Roland Garros de 2019 foi um torneio de tênis disputado nas quadras de saibro do Stade Roland Garros, em Paris, na França, entre 26 de maio e 9 de junho. Corresponde à 52ª edição da era aberta e à 118ª de todos os tempos.
Duas finais se repetiram nessa edição, com os mesmos campeões. Rafael Nadal capturou seu 12º Slam no saibro francês derrotando Dominic Thiem, enquanto Latisha Chan e Ivan Dodig derrotaram Gabriela Dabrowski e Mate Pavić, e levaram o segundo.
Nas duplas femininas, Tímea Babos e Kristina Mladenovic conquistaram o segundo Slam juntas. É o terceiro de Mladenovic na categoria, que roubou a liderança do ranking de Kateřina Siniaková, uma das defensoras do título.
Nas modalidades restantes, vencedores inéditos: Ashleigh Barty derrotou a jovem Markéta Vondroušová na final. Já os alemães Kevin Krawietz e Andreas Mies, que não tinham nenhum título de ATP até o começo do ano, levantaram a taça de duplas.

## Novas quadras
Após o término edição passada, a quadra Philippe Chatrier foi demolida. Em 12 meses de obras, uma nova ficou pronta para jogos, com capacidade para 15 mil pessoas. Mas o projeto ainda não está finalizado: um teto retrátil será entregue em 2020. Um dos motivos da reconstrução foi a adição de uma estrutura metálica para suportar a cobertura.
A quadra Simonne Mathieu foi inaugurada, abrigando até 5 mil espectadores. Ela leva o nome de uma ex-campeã do torneio e membro da resistência na Segunda Guerra Mundial.
A Quadra 1 será demolida após a edição deste ano, enquanto seis novas quadras secundárias foram adicionadas ao complexo.

## Cadeirantes tetraplégicos
O evento, para simples e duplas, acontece pela primeira vez no torneio. Junta-se ao Australian Open e ao US Open, nesse aspecto.

## Transmissão
Esta é a lista de países e canais designados a transmitir o torneio durante a edição em questão:
Países lusófonos

| País(es) | Canal(is)  |
| -------- | ---------- |
| Brasil   | BandSports |
| Portugal | Eurosport  |

Resto do mundo
| País(es)                      | Canal(is)                      |
| Países avulsos                |                                |
| ----------------------------- | ------------------------------ |
| Albânia                       | RTSH                           |
| Austrália                     | Fox Sports Austrália [en] SBS  |
| Áustria                       | ORF                            |
| Bélgica                       | VRT (RTBF)                     |
| Bielorrússia                  | TVR                            |
| Bósnia e Herzegovina          | RTRS [en]                      |
| Bulgária                      | BNT                            |
| Canadá                        | RDS [en] TSN                   |
| Chéquia                       | Česka Televize                 |
| China                         | CCTV-5 QQ                      |
| Chipre                        | RIK News [en]                  |
| Coreia do Sul                 | JTBC                           |
| Croácia                       | HRT                            |
| Eslováquia                    | Markíza [en]                   |
| Eslovénia                     | RTV                            |
| Estados Unidos                | NBC Sports Tennis Channel      |
| Estónia                       | Eesti Meedia [en]              |
| Finlândia                     | Yle                            |
| França                        | Francetv Sport Eurosport       |
| Geórgia                       | Silknet [en]                   |
| Grécia                        | EPT                            |
| Índia                         | Star Sports                    |
| Irlanda                       | Eir Sport [en]                 |
| Japão                         | WOWOW TV Tokyo                 |
| Montenegro                    | RTCG                           |
| Nova Zelândia                 | Sky [en]                       |
| Reino Unido                   | itv Sport                      |
| Sérvia                        | RTS                            |
| Suíça                         | SRG SSR                        |
| Tailândia                     | PPTV [en]                      |
| Regiões                       |                                |
| África subsaariana            | Canal+ Afrique [en] SuperSport |
| América espanhola             | ESPN                           |
| Europa                        | Eurosport                      |
| Norte da África Oriente Médio | beIN Sports                    |
| Sudeste asiático              | Fox Sports (Ásia)              |

## Pontuação e premiação

### Distribuição de pontos
ATP e WTA informam suas pontuações em Grand Slam, distintas entre si, em simples e em duplas. A ITF responde exclusivamente pelos juvenis e cadeirantes.
Considerados torneios amistosos, os de duplas mistas e lendárias não geram pontos.
No juvenil, os simplistas jogam duas fases de qualificatório, mas só os que passam à chave principal pontuam. Em duplas, a pontuação é por jogador. A partir da fase com 16, os competidores recebem pontos adicionais de bônus (os valores da tabela já somam as duas pontuações).

#### Profissional
| Evento            | V    | F    | SF  | QF  | R16 | R32 | R64 | R128 | Q  | Q3 | Q2 | Q1 |
| Simples masculino | 2000 | 1200 | 720 | 360 | 180 | 90  | 45  | 10   | 25 | 16 | 8  | 0  |
| Duplas masculinas | 2000 | 1200 | 720 | 360 | 180 | 90  | 0   | —    | —  | —  | —  | —  |
| Simples feminino  | 2000 | 1300 | 780 | 430 | 240 | 130 | 70  | 10   | 40 | 30 | 20 | 2  |
| Duplas femininas  | 2000 | 1300 | 780 | 430 | 240 | 130 | 10  | —    | —  | —  | —  | —  |

| Evento            | V    | F   | SF  | QF  | R16 | R32 | R64 | Q  | Q2 | Q1 |
| Simples Masculino | 1000 | 600 | 370 | 200 | 100 | 45  | 30* | 20 | 0  | 0  |
| Simples Feminino  | 1000 | 600 | 370 | 200 | 100 | 45  | 30* | 20 | 0  | 0  |
| Duplas Masculinas | 750  | 450 | 275 | 150 | 75  | 0   | —   | —  | —  | —  |
| Duplas Femininas  | 750  | 450 | 275 | 150 | 75  | 0   | —   | —  | —  | —  |

| Evento               | V   | F   | SF/3º lugar | QF/4º lugar |
| Simples              | 800 | 500 | 375         | 100         |
| Simples tetraplégico | 800 | 500 | 375         | 100         |
| Duplas               | 800 | 500 | 100         | —           |
| Duplas tetraplégicas | 800 | 100 | —           | —           |

### Premiação
A premiação geral aumentou 9% em relação a 2018. Os títulos de simples tiveram um acréscimo de € 100.000 cada.
O número de participantes em simples se difere somente na fase qualificatória (128 homens contra 96 mulheres). Os valores para duplas são por par. Diferentemente da pontuação, não há recompensa aos vencedores do qualificatório.
Juvenis não são pagos. Outras disputas, como a de duplas lendárias, não tiveram os valores detalhados; estão inclusos em "Outros eventos".
| Evento                 | V           | F           | SF        | QF        | Últimos 16 | Últimos 32 | Últimos 64 | Últimos 128 | Q3        | Q2        | Q1        |
| Contemplados           | 1           | 1           | 2         | 4         | 8          | 16         | 32         | 64          | 16H / 12M | 32H / 24M | 64H / 48M |
| Simples (2)            | € 2.300.000 | € 1.180.000 | € 590.000 | € 415.000 | € 243.000  | € 143.000  | € 87.000   | € 46.000    | € 24.000  | € 12.250  | € 7.000   |
| Duplas (2)             | € 580.000   | € 290.000   | € 146.000 | € 79.500  | € 42.500   | € 23.000   | € 11.500   | —           | —         | —         | —         |
| Duplas mistas          | € 122.000   | € 61.000    | € 31.000  | € 17.500  | € 10.000   | € 5.000    | —          | —           | —         | —         | —         |
| Simples cadeirante (2) | € 53.000    | € 26.500    | € 13.500  | € 6.750   | —          | —          | —          | —           | —         | —         | —         |
| Simples tetraplégico   | € 20.000    | € 10.000    | € 6.000   | —         | —          | —          | —          | —           | —         | —         | —         |
| Duplas cadeirantes (2) | € 16.000    | € 8.000     | € 4.750   | —         | —          | —          | —          | —           | —         | —         | —         |
| Duplas tetraplégicas   | € 4.000     | € 2.000     | —         | —         | —          | —          | —          | —           | —         | —         | —         |

Total dos eventos acima: € 40.671.000
Duplas lendárias + per diem (estimado): € 1.990.000
Total da premiação: € 42.661.000

## Cabeças de chave
Cabeças baseados(as) nos rankings de 20 de maio de 2019. Dados de Ranking e Pontos anteriores são de 27 de maio de 2019.
A colocação individual nos rankings de duplas masculinas e femininas ajudam a definir os cabeças de chaves nestas categorias e também na de mistas.
Em verde, o(s) cabeça(s) de chave campeão(ões). Em vermelho, o(s) vice-campeão(ões).

### Simples

#### Masculino
| Cabeça | Ranking | Jogador               | Pontos anteriores | Pontos a defender | Pontos conquistados | Nova pontuação | Eliminado na | Eliminado por         |
| ------ | ------- | --------------------- | ----------------- | ----------------- | ------------------- | -------------- | ------------ | --------------------- |
| 1      | 1       | Novak Djokovic        | 12.355            | 360               | 720                 | 12.715         | SF           | Dominic Thiem [4]     |
| 2      | 2       | Rafael Nadal          | 7.945             | 2.000             | 2.000               | 7.945          | Campeão      | –                     |
| 3      | 3       | Roger Federer         | 5.950             | 0                 | 720                 | 6.670          | SF           | Rafael Nadal [2]      |
| 4      | 4       | Dominic Thiem         | 4.685             | 1.200             | 1.200               | 4.685          | F            | Rafael Nadal [2]      |
| 5      | 5       | Alexander Zverev      | 4.360             | 360               | 360                 | 4.360          | QF           | Novak Djokovic [1]    |
| 6      | 6       | Stefanos Tsitsipas    | 4.080             | 45                | 180                 | 4.215          | 4ª fase      | Stan Wawrinka [24]    |
| 7      | 7       | Kei Nishikori         | 3.860             | 180               | 360                 | 4.040          | QF           | Rafael Nadal [2]      |
| 8      | 9       | Juan Martín del Potro | 3.235             | 720               | 180                 | 2.695          | 4ª fase      | Karen Khachanov [10]  |
| 9      | 12      | Fabio Fognini         | 2.785             | 180               | 180                 | 2.785          | 4ª fase      | Alexander Zverev [5]  |
| 10     | 11      | Karen Khachanov       | 2.800             | 180               | 360                 | 2.980          | QF           | Dominic Thiem [4]     |
| 11     | 13      | Marin Čilić           | 2.710             | 360               | 45                  | 2.395          | 2ª fase      | Grigor Dimitrov       |
| 12     | 14      | Daniil Medvedev       | 2.625             | 10                | 10                  | 2.625          | 1ª fase      | Pierre-Hugues Herbert |
| 13     | 15      | Borna Ćorić           | 2.525             | 90                | 90                  | 2.525          | 3ª fase      | Jan-Lennard Struff    |
| 14     | 17      | Gaël Monfils          | 1.965             | 90                | 180                 | 2.055          | 4ª fase      | Dominic Thiem [4]     |
| 15     | 16      | Nikoloz Basilashvili  | 1.970             | 10                | 10                  | 1.970          | 1ª fase      | Juan Ignacio Londero  |
| 16     | 19      | Marco Cecchinato      | 1.840             | 720               | 10                  | 1.130          | 1ª fase      | Nicolas Mahut [WC]    |
| 17     | 20      | Diego Schwartzman     | 1.755             | 360               | 45                  | 1.440          | 2ª fase      | Leonardo Mayer        |
| 18     | 21      | Roberto Bautista Agut | 1.690             | 90                | 90                  | 1.690          | 3ª fase      | Fabio Fognini [9]     |
| 19     | 23      | Guido Pella           | 1.460             | 45+25             | 45+20               | 1.455          | 2ª fase      | Corentin Moutet [WC]  |
| 20     | 24      | Denis Shapovalov      | 1.425             | 45                | 10                  | 1.390          | 1ª fase      | Jan-Lennard Struff    |
| 21     | 25      | Alex de Minaur        | 1.410             | 0+65              | 45+20               | 1.410          | 2ª fase      | Pablo Carreño Busta   |
| 22     | 26      | Lucas Pouille         | 1.385             | 90                | 45                  | 1.340          | 2ª fase      | Martin Kližan         |
| 23     | 27      | Fernando Verdasco     | 1.370             | 180               | 45                  | 1.235          | 2ª fase      | Antoine Hoang [WC]    |
| 24     | 28      | Stan Wawrinka         | 1.365             | 10                | 360                 | 1.715          | QF           | Roger Federer [3]     |
| 26     | 33      | Gilles Simon          | 1.235             | 90                | 45                  | 1.190          | 2ª fase      | Salvatore Caruso [Q]  |
| 27     | 29      | David Goffin          | 1.325             | 180               | 90                  | 1.235          | 3ª fase      | Rafael Nadal [2]      |
| 28     | 30      | Kyle Edmund           | 1.325             | 90                | 45                  | 1.280          | 2ª fase, ab. | Pablo Cuevas          |
| 29     | 31      | Matteo Berrettini     | 1.320             | 90                | 45                  | 1.275          | 2ª fase      | Casper Ruud           |
| 30     | 35      | Dušan Lajović         | 1.226             | 45                | 90                  | 1.271          | 3ª fase      | Alexander Zverev [5]  |
| 31     | 32      | Laslo Djere           | 1.314             | 10+75             | 90+10               | 1.329          | 3ª fase      | Kei Nishikori [7]     |
| 32     | 34      | Frances Tiafoe        | 1.230             | 10                | 10                  | 1.230          | 1ª fase      | Filip Krajinović      |

##### Desistências
| Ranking | Jogador               | Pontos anteriores | Pontos a defender | Nova pontuação | Motivo                    |
| ------- | --------------------- | ----------------- | ----------------- | -------------- | ------------------------- |
| 8       | Kevin Anderson        | 3.745             | 180               | 3.565          | Lesão no cotovelo direito |
| 10      | John Isner            | 2.895             | 180               | 2.715          | Lesão no pé esquerdo      |
| 18      | Milos Raonic          | 1.960             | 0                 | 1.960          | Lesão no joelho direito   |
| 22      | Félix Auger-Aliassime | 1.482             | 20                | 1.462          | Lesão na virilha          |

#### Feminino
| Cabeça | Ranking | Jogadora              | Pontos anteriores | Pontos a defender | Pontos conquistados | Nova pontuação | Eliminada na  | Eliminada por             |
| ------ | ------- | --------------------- | ----------------- | ----------------- | ------------------- | -------------- | ------------- | ------------------------- |
| 1      | 1       | Naomi Osaka           | 6.486             | 130               | 130                 | 6.486          | 3ª fase       | Kateřina Siniaková        |
| 2      | 2       | Karolína Plíšková     | 5.685             | 130               | 130                 | 5.685          | 3ª fase       | Petra Martić [31]         |
| 3      | 3       | Simona Halep          | 5.533             | 2.000             | 430                 | 3.963          | QF            | Amanda Anisimova          |
| 4      | 4       | Kiki Bertens          | 5.405             | 130               | 70                  | 5.345          | 2ª fase, ab.  | Viktória Kužmová          |
| 5      | 5       | Angelique Kerber      | 5.095             | 430               | 10                  | 4.675          | 1ª fase       | Anastasia Potapova        |
| 7      | 7       | Sloane Stephens       | 4.552             | 1.300             | 430                 | 3.682          | QF            | Johanna Konta [26]        |
| 8      | 8       | Ashleigh Barty        | 4.420             | 70                | 2000                | 6.130          | Campeã        | –                         |
| 9      | 9       | Elina Svitolina       | 3.967             | 130               | 130                 | 3.967          | 3ª fase       | Garbiñe Muguruza [19]     |
| 10     | 10      | Serena Williams       | 3.521             | 240               | 130                 | 3.411          | 3ª fase       | Sofia Kenin               |
| 11     | 11      | Aryna Sabalenka       | 3.505             | 10                | 70                  | 3.565          | 2ª fase       | Amanda Anisimova          |
| 12     | 12      | Anastasija Sevastova  | 3.136             | 10                | 240                 | 3.366          | 4ª fase       | Markéta Vondroušová       |
| 13     | 13      | Caroline Wozniacki    | 3.063             | 240               | 10                  | 2.833          | 1ª fase       | Veronika Kudermetova      |
| 14     | 14      | Madison Keys          | 2.965             | 780               | 430                 | 2.615          | QF            | Ashleigh Barty [8]        |
| 15     | 15      | Belinda Bencic        | 2.893             | 70                | 130                 | 2.953          | 3ª fase       | Donna Vekić [23]          |
| 16     | 16      | Wang Qiang            | 2.812             | 130               | 70                  | 2.752          | 2ª fase       | Iga Świątek               |
| 17     | 17      | Anett Kontaveit       | 2.565             | 240               | 10                  | 2.335          | 1ª fase       | Karolína Muchová          |
| 18     | 18      | Julia Görges          | 2.520             | 130               | 10                  | 2.400          | 1ª fase       | Kaia Kanepi               |
| 19     | 19      | Garbiñe Muguruza      | 2.465             | 780               | 240                 | 1.925          | 4ª fase       | Sloane Stephens [7]       |
| 20     | 20      | Elise Mertens         | 2.305             | 240               | 130                 | 2.195          | 3ª fase       | Anastasija Sevastova [12] |
| 21     | 21      | Daria Kasatkina       | 2.150             | 430               | 70                  | 1.790          | 2ª fase       | Mónica Puig               |
| 22     | 23      | Bianca Andreescu      | 1.973             | 30                | 70                  | 2.013          | 2ª fase, w.o. | Sofia Kenin               |
| 23     | 24      | Donna Vekić           | 1.940             | 70                | 240                 | 2.110          | 4ª fase       | Johanna Konta [26]        |
| 24     | 22      | Caroline Garcia       | 2.055             | 240               | 70                  | 1.885          | 2ª fase       | Anna Blinkova [Q]         |
| 25     | 25      | Hsieh Su-wei          | 1.825             | 10                | 70                  | 1.885          | 2ª fase       | Andrea Petkovic           |
| 26     | 26      | Johanna Konta         | 1.785             | 10                | 780                 | 2.555          | SF            | Markéta Vondroušová       |
| 27     | 27      | Lesia Tsurenko        | 1.767             | 240               | 130                 | 1.657          | 3ª fase       | Simona Halep [3]          |
| 28     | 29      | Carla Suárez Navarro  | 1.672             | 70                | 130                 | 1.732          | 3ª fase       | Markéta Vondroušová       |
| 29     | 30      | Maria Sakkari         | 1.642             | 130               | 70                  | 1.582          | 2ª fase       | Kateřina Siniaková        |
| 30     | 33      | Mihaela Buzărnescu    | 1.575             | 240               | 10                  | 1.345          | 1ª fase       | Ekaterina Alexandrova     |
| 31     | 31      | Petra Martić          | 1.615             | 70                | 430                 | 1.975          | QF            | Markéta Vondroušová       |
| 32     | 34      | Aliaksandra Sasnovich | 1.550             | 70                | 10                  | 1.490          | 1ª fase       | Polona Hercog             |

##### Desistências
| Ranking | Jogadora      | Pontos anteriores | Pontos a defender | Nova pontuação | Motivo                      |
| ------- | ------------- | ----------------- | ----------------- | -------------- | --------------------------- |
| 6       | Petra Kvitová | 5.055             | 130               | 4.925          | Lesão no antebraço esquerdo |

### Duplas
| Cabeça | Ranking | Equipe               | Equipe                 |
| ------ | ------- | -------------------- | ---------------------- |
| 1      | 7       | Łukasz Kubot         | Marcelo Melo           |
| 2      | 15      | Jamie Murray         | Bruno Soares           |
| 3      | 20      | Juan Sebastián Cabal | Robert Farah           |
| 4      | 26      | Oliver Marach        | Mate Pavić             |
| 5      | 27      | Nikola Mektić        | Franko Škugor          |
| 6      | 28      | Raven Klaasen        | Michael Venus          |
| 7      | 35      | Bob Bryan            | Mike Bryan             |
| 8      | 35      | Henri Kontinen       | John Peers             |
| 9      | 39      | Máximo González      | Horacio Zeballos       |
| 10     | 41      | Jean-Julien Rojer    | Horia Tecău            |
| 11     | 47      | Rajeev Ram           | Joe Salisbury          |
| 12     | 59      | Ivan Dodig           | Édouard Roger-Vasselin |
| 13     | 60      | Nicolas Mahut        | Jürgen Melzer          |
| 14     | 65      | Robin Haase          | Frederik Nielsen       |
| 15     | 69      | Ben McLachlan        | Jan-Lennard Struff     |
| 16     | 73      | Austin Krajicek      | Artem Sitak            |

| Cabeça | Ranking | Equipe              | Equipe              |
| ------ | ------- | ------------------- | ------------------- |
| 1      | 3       | Barbora Krejčíková  | Kateřina Siniaková  |
| 2      | 9       | Tímea Babos         | Kristina Mladenovic |
| 3      | 22      | Hsieh Su-wei        | Barbora Strýcová    |
| 4      | 22      | Gabriela Dabrowski  | Xu Yifan            |
| 5      | 23      | Samantha Stosur     | Zhang Shuai         |
| 6      | 29      | Elise Mertens       | Aryna Sabalenka     |
| 7      | 29      | Nicole Melichar     | Kveta Peschke       |
| 8      | 32      | Chan Hao-ching      | Latisha Chan        |
| 9      | 34      | Anna-Lena Grönefeld | Demi Schuurs        |
| 10     | 42      | Lucie Hradecká      | Andreja Klepač      |
| 11     | 51      | Victoria Azarenka   | Ashleigh Barty      |
| 12     | 54      | Eri Hozumi          | Makoto Ninomiya     |
| 13     | 56      | Alicja Rosolska     | Yang Zhaoxuan       |
| 14     | 61      | Irina-Camelia Begu  | Mihaela Buzărnescu  |
| 15     | 70      | Kirsten Flipkens    | Johanna Larsson     |
| 16     | 73      | Darija Jurak        | Raluca Olaru        |

#### Mistas
| Cabeça | Ranking | Equipe              | Equipe            |
| ------ | ------- | ------------------- | ----------------- |
| 1      | 23      | Nicole Melichar     | Bruno Soares      |
| 2      | 23      | Gabriela Dabrowski  | Mate Pavić        |
| 3      | 26      | Barbora Krejčíková  | Rajeev Ram        |
| 4      | 27      | Demi Schuurs        | Jean-Julien Rojer |
| 5      | 28      | Zhang Shuai         | John Peers        |
| 6      | 31      | Chan Hao-ching      | Oliver Marach     |
| 7      | 33      | Alicja Rosolska     | Nikola Mektić     |
| 8      | 37      | Anna-Lena Grönefeld | Robert Farah      |

## Convidados à chave principal
Os jogadores a seguir receberam convite para disputar diretamente a chave principal baseados em seleções internas e recentes desempenhos.

### Simples
| Masculino | Feminino |
| --- | --- |
| - Quentin Halys - Antoine Hoang - Maxime Janvier - Nicolas Mahut - Corentin Moutet - Tommy Paul - Alexei Popyrin | - Audrey Albié - Lauren Davis - Priscilla Hon - Séléna Janicijevic - Chloé Paquet - Diane Parry - Jessika Ponchet - Harmony Tan |

### Duplas
| Masculinas | Femininas | Mistas |
| --- | --- | --- |
| - Grégoire Barrère / Quentin Halys - Elliot Benchetrit / Geoffrey Blancaneaux - Benjamin Bonzi / Antoine Hoang - Mathias Bourgue / Jonathan Eysseric - Enzo Couacaud / Tristan Lamasine - Hugo Gaston / Clément Tabur - Manuel Guinard / Arthur Rinderknech | - Julie Belgraver / Mylène Halemai - Loudmilla Bencheikh / Cori Gauff - Estelle Cascino / Elixane Lechemia - Aubane Droguet / Séléna Janicijevic - Fiona Ferro / Diane Parry - Amandine Hesse / Jessika Ponchet - Chloé Paquet / Pauline Parmentier | - Manon Arcangioli / Tristan Lamasine - Alizé Cornet / Jonathan Eysseric - Amandine Hesse / Benjamin Bonzi - Chloé Paquet / Benoît Paire - Pauline Parmentier / Fabrice Martin - Margot Yerolymos / Grégoire Barrère |

## Qualificados à chave principal
O qualificatório aconteceu no Stade Roland Garros entre 20 e 24 de maio de 2019.

### Simples
| Masculino | Feminino |
| --- | --- |
| 1. Tennys Sandgren 2. Salvatore Caruso 3. Elliot Benchetrit 4. Mikael Ymer 5. Simone Bolelli 6. Alexey Vatutin 7. Thiago Monteiro 8. Yannick Maden 9. Pedro Martínez 10. Kimmer Coppejans 11. Blaž Rola 12. Guillermo García López 13. Stefano Travaglia 14. Alexandre Müller 15. Yannick Hanfmann 16. Rudolf Molleker | 1. Bernarda Pera 2. Kristína Kučová 3. Kurumi Nara 4. Aliona Bolsova 5. Varvara Lepchenko 6. Giulia Gatto-Monticone 7. Antonia Lottner 8. Sofya Zhuk 9. Anna Blinkova 10. Liudmila Samsonova 11. Jasmine Paolini 12. Elena Rybakina |

Lucky losers
| 1. Sergiy Stakhovsky 2. Lukáš Rosol 3. Oscar Otte 4. Henri Laaksonen 5. Alejandro Davidovich Fokina | 1. Marie Bouzková 2. Tímea Babos 3. Kaja Juvan |

## Eliminações em simples

### Masculino
| Final                            | Final                      | Final                      | Final                     |
| -------------------------------- | -------------------------- | -------------------------- | ------------------------- |
| Dominic Thiem [4]                |                            |                            |                           |
| Semifinais                       |                            |                            |                           |
| Novak Djokovic [1]               | Novak Djokovic [1]         | Roger Federer [3]          | Roger Federer [3]         |
| Quartas de final                 |                            |                            |                           |
| Alexander Zverev [5]             | Karen Khachanov [10]       | Stan Wawrinka [24]         | Kei Nishikori [7]         |
| Quarta fase                      |                            |                            |                           |
| Jan-Lennard Struff               | Fabio Fognini [9]          | Gaël Monfils [14]          | Juan Martín del Potro [8] |
| Stefanos Tsitsipas [6]           | Leonardo Mayer             | Benoît Paire               | Juan Ignacio Londero      |
| Terceira fase                    |                            |                            |                           |
| Salvatore Caruso (Q)             | Borna Ćorić [13]           | Roberto Bautista Agut [18] | Dušan Lajović [30]        |
| Pablo Cuevas                     | Antoine Hoang (WC)         | Martin Kližan              | Jordan Thompson           |
| Filip Krajinović                 | Grigor Dimitrov            | Nicolas Mahut (WC)         | Casper Ruud               |
| Laslo Djere [31]                 | Pablo Carreño Busta        | Corentin Moutet (WC)       | David Goffin [27]         |
| Segunda fase                     |                            |                            |                           |
| Henri Laaksonen (LL)             | Gilles Simon [26]          | Radu Albot                 | Lloyd Harris              |
| Federico Delbonis                | Taylor Fritz               | Elliot Benchetrit (WC)     | Mikael Ymer (Q)           |
| Alexander Bublik                 | Kyle Edmund [28]           | Fernando Verdasco [23]     | Adrian Mannarino          |
| Grégoire Barrère (WC)            | Lucas Pouille [22]         | Ivo Karlović               | Yoshihito Nishioka        |
| Hugo Dellien                     | Roberto Carballés Baena    | Cristian Garín             | Marin Čilić [11]          |
| Philipp Kohlschreiber            | Diego Schwartzman [17]     | Matteo Berrettini [29]     | Oscar Otte (LL)           |
| Jo-Wilfried Tsonga (PR)          | Alexei Popyrin (WC)        | Alex de Minaur [21]        | Pierre-Hugues Herbert     |
| Richard Gasquet                  | Guido Pella [19]           | Miomir Kecmanović          | Yannick Maden (Q)         |
| Primeira fase                    |                            |                            |                           |
| Hubert Hurkacz                   | Pedro Martínez (Q)         | Jaume Munar                | Sergiy Stakhovsky (LL)    |
| Denis Shapovalov [20]            | Tennys Sandgren (Q)        | Lukáš Rosol (LL)           | Aljaž Bedene              |
| Andreas Seppi                    | Guillermo García López (Q) | Bernard Tomic              | Steve Johnson             |
| Thiago Monteiro (Q)              | Cameron Norrie             | Blaž Rola (Q)              | John Millman              |
| Tommy Paul (WC)                  | Rudolf Molleker (Q)        | Maxime Janvier (WC)        | Jérémy Chardy             |
| Daniel Evans                     | Damir Džumhur              | Taro Daniel                | Stefano Travaglia (Q)     |
| Cedrik-Marcel Stebe (PR)         | Matthew Ebden              | Mikhail Kukushkin          | Simone Bolelli (Q)        |
| Alejandro Davidovich Fokina (LL) | Feliciano López            | Mackenzie McDonald         | Nicolás Jarry             |
| Maximilian Marterer              | Prajnesh Gunneswaran       | Alexandre Müller (Q)       | Frances Tiafoe [32]       |
| Jozef Kovalík (PR)               | Reilly Opelka              | Janko Tipsarević (PR)      | Thomas Fabbiano           |
| Marco Cecchinato [16]            | Robin Haase                | Jiří Veselý                | Márton Fucsovics          |
| Pablo Andújar                    | Ernests Gulbis             | Malek Jaziri               | Lorenzo Sonego            |
| Quentin Halys (WC)               | Peter Gojowczyk            | Ugo Humbert                | Albert Ramos Viñolas      |
| Bradley Klahn                    | João Sousa                 | Marius Copil               | Daniil Medvedev [12]      |
| Nikoloz Basilashvili [15]        | Mischa Zverev              | Alexey Vatutin (Q)         | Guido Andreozzi           |
| Ričardas Berankis                | Denis Kudla                | Kimmer Coppejans (Q)       | Yannick Hanfmann (Q)      |

### Feminino
| Final                     | Final                 | Final                      | Final                      |
| ------------------------- | --------------------- | -------------------------- | -------------------------- |
| Markéta Vondroušová       |                       |                            |                            |
| Semifinais                |                       |                            |                            |
| Amanda Anisimova          | Amanda Anisimova      | Johanna Konta [26]         | Johanna Konta [26]         |
| Quartas de final          |                       |                            |                            |
| Madison Keys [14]         | Simona Halep [3]      | Sloane Stephens [7]        | Petra Martić [31]          |
| Quarta fase               |                       |                            |                            |
| Kateřina Siniaková        | Sofia Kenin           | Iga Świątek                | Aliona Bolsova (Q)         |
| Garbiñe Muguruza [19]     | Donna Vekić [23]      | Anastasija Sevastova [12]  | Kaia Kanepi                |
| Terceira fase             |                       |                            |                            |
| Naomi Osaka [1]           | Anna Blinkova (Q)     | Serena Williams [10]       | Andrea Petkovic            |
| Lesia Tsurenko [27]       | Monica Puig           | Irina-Camelia Begu         | Ekaterina Alexandrova      |
| Polona Hercog             | Elina Svitolina [9]   | Belinda Bencic [15]        | Viktória Kužmová           |
| Carla Suárez Navarro [28] | Elise Mertens [20]    | Veronika Kudermetova       | Karolína Plíšková [2]      |
| Segunda fase              |                       |                            |                            |
| Victoria Azarenka         | Maria Sakkari [29]    | Caroline Garcia [24]       | Priscilla Hon (WC)         |
| Kurumi Nara (Q)           | Bianca Andreescu [22] | Hsieh Su-wei [25]          | Danielle Collins           |
| Magda Linette             | Aleksandra Krunić     | Daria Kasatkina [21]       | Wang Qiang [16]            |
| Aryna Sabalenka [11]      | Karolína Muchová      | Samantha Stosur            | Sorana Cîrstea             |
| Sara Sorribes Tormo       | Jennifer Brady        | Johanna Larsson            | Kateryna Kozlova           |
| Laura Siegemund           | Rebecca Peterson      | Lauren Davis (WC)          | Kiki Bertens [4]           |
| Anastasia Potapova        | Shelby Rogers (PR)    | Diane Parry (WC)           | Mandy Minella              |
| Zarina Diyas              | Zhang Shuai           | Kristina Mladenovic        | Kristína Kučová (Q)        |
| Primeira fase             |                       |                            |                            |
| Anna Karolína Schmiedlová | Jeļena Ostapenko      | Elena Rybakina (Q)         | Anna Tatishvili (PR)       |
| Mona Barthel              | Margarita Gasparyan   | Tímea Babos (LL)           | Evgeniya Rodina            |
| Vitalia Diatchenko        | Dalila Jakupović      | Giulia Gatto-Monticone (Q) | Marie Bouzková (LL)        |
| Viktorija Golubic         | Alison Riske          | Tatjana Maria              | Jessica Pegula             |
| Ajla Tomljanović          | Chloé Paquet (WC)     | Daria Gavrilova            | Eugenie Bouchard           |
| Jasmine Paolini (Q)       | Kirsten Flipkens      | Séléna Janicijevic (WC)    | Zheng Saisai               |
| Dominika Cibulková        | Harmony Tan (WC)      | Zhu Lin                    | Anett Kontaveit [17]       |
| Mihaela Buzărnescu [30]   | Barbora Strýcová      | Vera Zvonareva             | Kaja Juvan (LL)            |
| Misaki Doi                | Alison Van Uytvanck   | Ivana Jorović              | Aliaksandra Sasnovich [32] |
| Taylor Townsend           | Magdaléna Rybáriková  | Bernarda Pera (Q)          | Venus Williams             |
| Jessika Ponchet (WC)      | Sofya Zhuk (Q)        | Yulia Putintseva           | Liudmila Samsonova (Q)     |
| Antonia Lottner (Q)       | Kristýna Plíšková     | Alizé Cornet               | Pauline Parmentier         |
| Angelique Kerber [5]      | Wang Yafan            | Astra Sharma               | Dayana Yastremska          |
| Tamara Zidanšek           | Vera Lapko            | Anastasia Pavlyuchenkova   | Luksika Kumkhum            |
| Caroline Wozniacki [13]   | Audrey Albié (WC)     | Varvara Lepchenko (Q)      | Julia Görges [18]          |
| Ons Jabeur                | Fiona Ferro           | Svetlana Kuznetsova        | Madison Brengle            |

## Finais

### Profissional
| Categoria | Evento    | Campeã(s)(o/ões)                | Vice-campeã(s)(o/ões)         | Resultado          | Chave(s)  | Chave(s)       |
| --------- | --------- | ------------------------------- | ----------------------------- | ------------------ | --------- | -------------- |
| Simples   | Masculino | Rafael Nadal                    | Dominic Thiem                 | 6–3, 5–7, 6–1, 6–1 | principal | qualificatório |
| Simples   | Feminino  | Ashleigh Barty                  | Markéta Vondroušová           | 6–1, 6–3           | principal | qualificatório |
| Duplas    | Masculino | Kevin Krawietz Andreas Mies     | Jérémy Chardy Fabrice Martin  | 6–2, 7–63          | principal | principal      |
| Duplas    | Feminino  | Tímea Babos Kristina Mladenovic | Duan Yingying Zheng Saisai    | 6–2, 6–3           | principal | principal      |
| Duplas    | Misto     | Latisha Chan Ivan Dodig         | Gabriela Dabrowski Mate Pavić | 6–1, 7–65          | principal | principal      |

### Juvenil
| Categoria | Evento    | Campeã(s)(o/ões)                                    | Vice-campeã(s)(o/ões)                   | Resultado      | Chave(s)  | Chave(s)       |
| --------- | --------- | --------------------------------------------------- | --------------------------------------- | -------------- | --------- | -------------- |
| Simples   | Masculino | Holger Vitus Nødskov Rune                           | Toby Alex Kodat                         | 6–3, 56–7, 6–0 | principal | qualificatório |
| Simples   | Feminino  | Leylah Annie Fernandez                              | Emma Navarro                            | 6–3, 6–2       | principal | qualificatório |
| Duplas    | Masculino | Matheus Pucinelli de Almeida Thiago Agustín Tirante | Flavio Cobolli Dominic Stephan Stricker | 7–63, 6–4      | principal | principal      |
| Duplas    | Feminino  | Chloe Beck Emma Navarro                             | Alina Charaeva Anastasia Tikhonova      | 6–1, 6–2       | principal | principal      |

### Cadeirante
| Categoria | Evento       | Campeã(s)(o/ões)                 | Vice-campeã(s)(o/ões)            | Resultado        | Chave     |
| --------- | ------------ | -------------------------------- | -------------------------------- | ---------------- | --------- |
| Simples   | Masculino    | Gustavo Fernández                | Gordon Reid                      | 6–1, 6–3         | principal |
| Simples   | Feminino     | Diede de Groot                   | Yui Kamiji                       | 6–1, 6–0         | principal |
| Simples   | Tetraplégico | Dylan Alcott                     | David Wagner                     | 6–2, 4–6, 6–2    | principal |
| Duplas    | Masculino    | Gustavo Fernández Shingo Kunieda | Stéphane Houdet Nicolas Peifer   | 2–6, 6–2, [10–8] | principal |
| Duplas    | Feminino     | Diede de Groot Aniek van Koot    | Marjolein Buis Sabine Ellerbrock | 6–1, 6–1         | principal |
| Duplas    | Tetraplégico | Dylan Alcott David Wagner        | Ymanitu Silva Koji Sugeno        | 6–3, 6–3         | principal |

### Outros eventos
| Categoria        | Evento                      | Campeã(s)(o/ões)                  | Vice-campeã(s)(o/ões)               | Resultado        | Chave     |           |
| ---------------- | --------------------------- | --------------------------------- | ----------------------------------- | ---------------- | --------- | --------- |
| Duplas lendárias | Masculino acima de 45 anos  | Sergi Bruguera Goran Ivanišević   | Mikael Pernfors Mats Wilander       | 6–2, 4–6, [10–4] | principal | principal |
| Duplas lendárias | Masculino abaixo de 45 anos | Sébastien Grosjean Michaël Llodra | Juan Carlos Ferrero Andriy Medvedev | 7–64, 7–5        | principal | principal |
| Duplas lendárias | Feminino                    | Nathalie Dechy Amélie Mauresmo    | Martina Navratilova Dinara Safina   | 6–3, 6–4         | principal | principal |